# Ministère de la Recherche scientifique (république démocratique du Congo)
Le ministère de la Recherche scientifique de la République démocratique du Congo est le ministère responsable de la promotion de la recherche scientifique dans le pays.
Le secrétariat général est basé à Kinshasa, la capitale de la République démocratique du Congo.
Gilbert Kabanda Kurhenga est le ministre chargé de ce ministère depuis mars 2023.

## Missions
- Négociation et suivi des accords de coopération scientifique et techniques, en collaboration avec le Ministère ayant la coopération dans ses attributions ;
- Promotion de la recherche scientifique et technologique ;
- Orientation de la recherche scientifique et technologique vers l’appui aux efforts de reconstruction et de développement du pays ;
- Planification, budgétisation, coordination interministérielle, contrôle et évaluation des activités liées à la recherche scientifique et technologique nationale ;
- Stimulation et promotion d’une éthique et d’une culture de recherche scientifique et technologique ;
- Supervision de la lutte contre le trafic illicite de matière nucléaire sous toutes ses formes ;
- Enregistrement des procédés techniques sous forme de dépôts de brevets et licences auprès des organismes congolais compétents et négociation des modalités de leur exploitation ;
- Publication et diffusion des résultats de la recherche scientifique et technologique, en veillant à ce que sur le plan pratique, ils concourent au développement du pays ;
- Gestion d’un fonds spécial d’intervention en faveur de la recherche.

## Organisation
L'effectif du ministère de la Recherche scientifique prévu dans la loi de finances 2020 est de 7 411 personnes.